# Felix Somló
Pour les articles homonymes, voir Somló.
Felix Somló (Bódog Fleischer, puis Bódog Somló, [ˈʃomloː]), né en 1873 à Pozsony (Presbourg, aujourd'hui Bratislava en Slovaquie) et mort le 28 septembre 1920 à Kolozsvár (aujourd'hui Cluj-Napoca en Roumanie), est un professeur de droit hongrois.
Son œuvre majeure, Juristische Grundlehre, publiée en 1917, le rattache au positivisme juridique.

## Œuvres
- Juristische Grundlehre, 1917. Archive en ligne